# Gentiana suborbisepala
Gentiana suborbisepala är en gentianaväxtart som beskrevs av Marquand. Gentiana suborbisepala ingår i släktet gentianor, och familjen gentianaväxter. Utöver nominatformen finns också underarten G. s. kialensis.